# Aingeru Epaltza Ruiz de Alda
Aingeru Epaltza Ruiz de Alda (Pamplona, Navarra, 1960 -) és un escriptor en èuscar.

## Obres

### Narrativa
- Garretatik erauzitakoak (1989, Elkar)
- Lasto sua (2005, Alberdania)

### Novel·la
- Sasiak ere begiak baditik (1986, Elkar)
- Ur uherrak (1991, Pamiela)
- Tigre ehizan (1996, Elkar). Premi Euskadi de Literatura 1997
- Rock'n'roll (2000, EEF - Elkar)
- Mailuaren odola (2006, Elkar)
- Izan bainintzen Nafarroako errege (2009, Elkar)

### Literatura infantil i juvenil
- Lur zabaletan (1994, Pamiela)
- Sorginkerien liburua (1997, Pamiela)
- Baloika (2000, Pamiela)
- Urtegijauna (2002, Pamiela)